# Lorenzo Magalotti

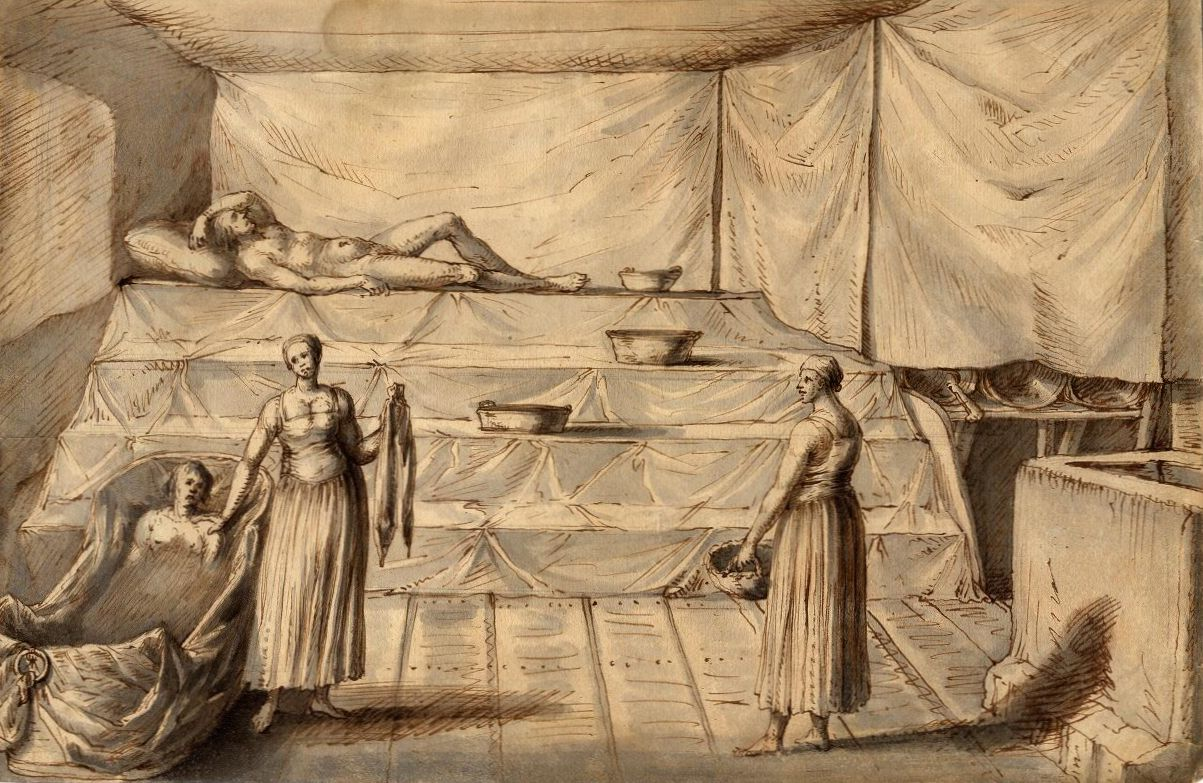
Svensk bastu. Ur Lorenzo Magalottis reseanteckningar från Sverige (1674, manuskript i Florens).

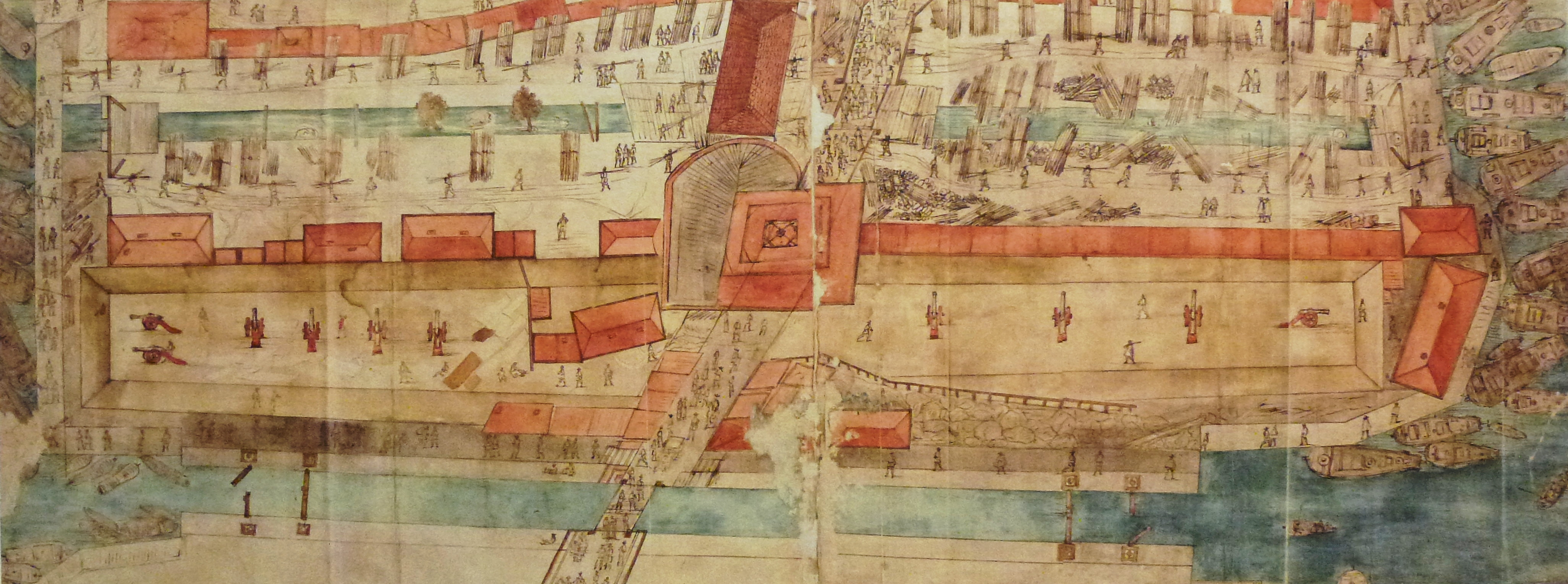
Drottning Kristinas sluss i Stockholm, illustration av Lorenzo Magalotti, 1674.

Lorenzo Magalotti, född 13 december 1637 i Rom, död 2 mars 1712 i Florens, var en italiensk polyhistor och författare samt toskansk diplomat.

## Notizie di Svezia
Magalotti reste 1667–1668 genom Europa och 1671–1674 genom Flandern och England. Efter fredskongressen i Köln vistades Magalotti i Sverige juni–september 1674 som politisk kunskapare.
Magalottis manuskript med skildringar från Sverigeresan, Notizie di Svezia, förvarades i Florens, och utgavs 1912 under titeln Sverige under år 1674. Den nytrycktes 1986 av bokförlaget Rediviva. Magalotti var under denna tid diplomat för Storhertigdömet Toscana under Cosimo de Medici III. Han reste över hela Europa och ger i boken en allsidig beskrivning av situationen i Sverige. Boken är utsmyckad med ett stort antal lavyrer, som bildmässigt skildrar livet i Stormaktssverige.